# Ruth Lingford
Ruth Lingford és una animadora independent. Des del 2005, ensenya a la Universitat Harvard. Actualment ocupa un càrrec com a professora en els estudis visuals i ambientals, on és professora titular i directora de grau. Anteriorment va ensenyar al Royal College of Art i a la National Film and Television School, Regne Unit. Abans d'invertir-se en l'animació, va ser terapeuta ocupacional que treballava amb persones grans i persones que pateixen trastorns mentals. Lingford va completar un BA en belles arts i història de l'art a la Middlesex Polytechnic (Middlesex University) de 1987 a 1990 i un MA  al Royal College of Art fins al 1992. El 2008, va rebre un títol honorari de Doctora en Arts de la Universitat de Wolverhampton.

## Treball d'animació

### Treball inicial
Lingford va començar el seu treball en animació quan va fer "Baggage" i "Crumble" (tots dos el 1992) com a part del seu MA. Baggage i Crumble van circular en alguns festivals de cinema, després del seu debut a l'espectacle de graduació del Royal College of Art, inclòs l'Animafest Zagreb, Holland Animation Film Festival i el Festival Internacional de Curtmetratges de Clermont-Ferrand. Després del seu recorregut limitat per festivals i lluitant per trobar estabilitat, Lingford va fer What She Wants (1994) amb el finançament d'una subvenció del programa l'Animate! (cofundat per Dick Arnall per al Arts Council of England/Channel 4). Per What She Wants, Lingford va recórrer a utilitzar el seu ordinador Amiga 1500 –no tenia accés als equips d'animació–, fent fotogrames individuals a Deluxe Paint. Lingford havia après l'ús rudimentari de l'ordinador en un taller al RCA, quan l'animació dibuixada a mà continuava sent la tècnica dominant. Les imatges individuals de What She Wants es van desar en aproximadament 20 discs flexibles.

### Death and the Motheri altres obres aclamades
En el seu següent projecte, Ruth Lingford va ser convidada al Museu de la Imatge en moviment, per a una residència inusual. Desenvolupant un segon encàrrec per al Channel 4, Death and the Mother (1997), Lingford va tornar als seus mètodes rudimentaris d'animació per ordinador. El procés creatiu, però, es duria a la vista de la gent que navega pel museu: Lingford estaria treballant en una sala de vidre. La pel·lícula es va inspirar en la xilografia expressionista alemanya i va catapultar Lingford a l'escena internacional de l'animació. En acabar, l'any 1997, Death and the Mother va guanyar molts premis, inclòs un al Festival Internacional de Cinema d'Animació d'Annecy del mateix any. La superfície, el contingut i la reputació de Death and the Mother va cridar l'atenció sobre Lingford d'Orly Yadin i Sylvie Bringas. Se li va demanar que col·laborés en el seu projecte, Silence (1998), on Lingford treballaria al costat de Tim Webb en l'animació de la seqüència de Silence. Lingford va treballar en la primera meitat de la pel·lícula, que té lloc en un Theresienstadt animat, mentre que Webb va treballar a la segona meitat, que té lloc a Suècia. A Silence, va tornar a Deluxe Paint per dibuixar imatges preliminars que van ser acabades per Yadin. En general, les imatges que va ajudar a construir a Silence van guanyar diversos premis importants, com ara: el Gold Hugo per al curtmetratge d'animació al Festival Internacional de Cinema de Chicago de 1998 i el Gran Premi del Festival Internacional de Cinema d'Odense de 1999.
El següent projecte de Lingford, Pleasures of War, del mateix any, es va moure en contra de "l'orientació 'plàstica' de brillantor de moltes imatges generades per ordinador". Potser a causa de l'èxit de Silence, es va acostar a la novel·lista i teòloga cristiana Sara Maitland, que Lingford recordava. pel seu conte "The Swallow and the Nightingale" (de la seva col·lecció Far North and Other Dark Tales). Pleasures of War va ser guionitzat per Maitland, que també va col·laborar en el disseny general de l'obra, basat en els deuterocanònics Llibre de Judit, una història en què dues dones negocien favors sexuals per protegir la seva ciutat dels assetjadors. Dins de la pel·lícula hi ha notícies collage de conflictes armats arreu del món i les víctimes d'aquests conflictes.

### A partir dels anys 2000
The Old Fools (2002) va ser el següent projecte de Ruth Lingford, de nou, encarregat per Channel 4. És una adaptació del poema homònim de Philip Larkin – escrit mentre la seva mare estava a una llar d'avis. Pel que fa a l'estil, The Old Fools marca una sortida de les imatges evocadores dibuixades per ordinador de Lingford; la seva estètica, més aviat combinant imatges DV, són dibuixos i tipografia animats amb After Effects i Painter. Amb el col·lectiu Shynola, Lingford va treballar a continuació en un vídeo musical per a la banda de música Unkle, An Eye for an Eye (2002). La col·laboració va tenir èxit i es va mantenir en línia amb les imatges anteriors de Lingford: "una evocació sublim i esgarrifosa dels impulsos i desitjos biològics". Lingford també va col·laborar en una pel·lícula de professors de Harvard: "Secrecy" (2008), on les seves seqüències animades van servir "per crear un contrast entre els regnes imaginaris i literals del sistema de secrets". De la mateixa manera, va animar seqüències d'una altra pel·lícula: We Still Live Here: Âs Nutayuneân (2010) – d'Anne Makepeace.
Little Deaths (2010), l'últim treball independent de Lingford, va començar després de rebre una beca del Harvard Film Study Center de 2008–09. En el procés de preproducció, ella volia "entrevistar" la gent sobre els seus orgasmes. Lingford va recordar que esperava que els seus entrevistats no tinguessin les paraules adequades per descriure les seves experiències privades, però no ho van fer. Va utilitzar els seus comentaris per "celebrar aspectes clau de la nostra experiència que sovint se suprimeixen" i va continuar desenvolupant la seva estètica experimental de l'animació "per evocar l'escapada experiència física i emocional de l'orgasme".
Des de fa poc, Lingford ha format part de la banda What Time Is It, Mr. Fox? per a la qual ha animat la cançó "The Ladies' Tree", i canta com a vocalista de fons.

## Filmografia
| Títol                 | Data d'estrena | Basat en                       | Durada |
| --------------------- | -------------- | ------------------------------ | ------ |
| Little Deaths         | 2010           |                                | 11:58  |
| UNKLE: Eye for an Eye | 2002           |                                | 6:30   |
| The Old Fools         | 2002           | The Old Fools de Philip Larkin | 5:40   |
| Pleasures of War      | 1998           | Llibre de Judit                | 11:00  |
| Death and the Mother  | 1997           | The Story of a Mother          | 10:37  |
| What She Wants        | 1994           |                                | 5:00   |
| Crumble               | 1992           |                                | 4:00   |
| Baggage               | 1992           |                                | 4:17   |

| Títol                             | Data d'estrena | Dirigida per               | Paper    |
| --------------------------------- | -------------- | -------------------------- | -------- |
| We Still Live Here: Âs Nutayuneân | 2010           | Anne Makepeace             | Animador |
| Secrecy                           | 2008           | Peter Galison, Robb Moss   | Animador |
| Silence                           | 1998           | Orly Yadin, Sylvie Bringas | Animador |

| Títol de la sèrie                     | Títol de l'episodi                                    | Temporada | Episodi | Data d'estrena | Dirigida per                | Paper                 |
| ------------------------------------- | ----------------------------------------------------- | --------- | ------- | -------------- | --------------------------- | --------------------- |
| The World of Peter Rabbit and Friends | The Tale of Samuel Whiskers, or the Roly-Poly Pudding | 1         | 2       | 1993           | Mike Stuart, Dianne Jackson | Artista renderitzador |

| Títol de la sèrie | Títol de l'episodi   | Temporada | Episodi | Dada d'estrena | Dada d'estrena | Dada d'estrena |
| ----------------- | -------------------- | --------- | ------- | -------------- | -------------- | -------------- |
| Animation Nation  | Visions of Childhood | 1         | 3       | 2005           | 2005           | 2005           |